# Фред Кеботі

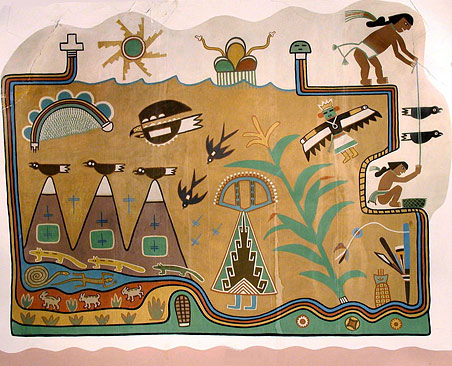
Настінний розпис Ф. Кеботі, Пейнтед-Дезерт-Інн, близько 1947

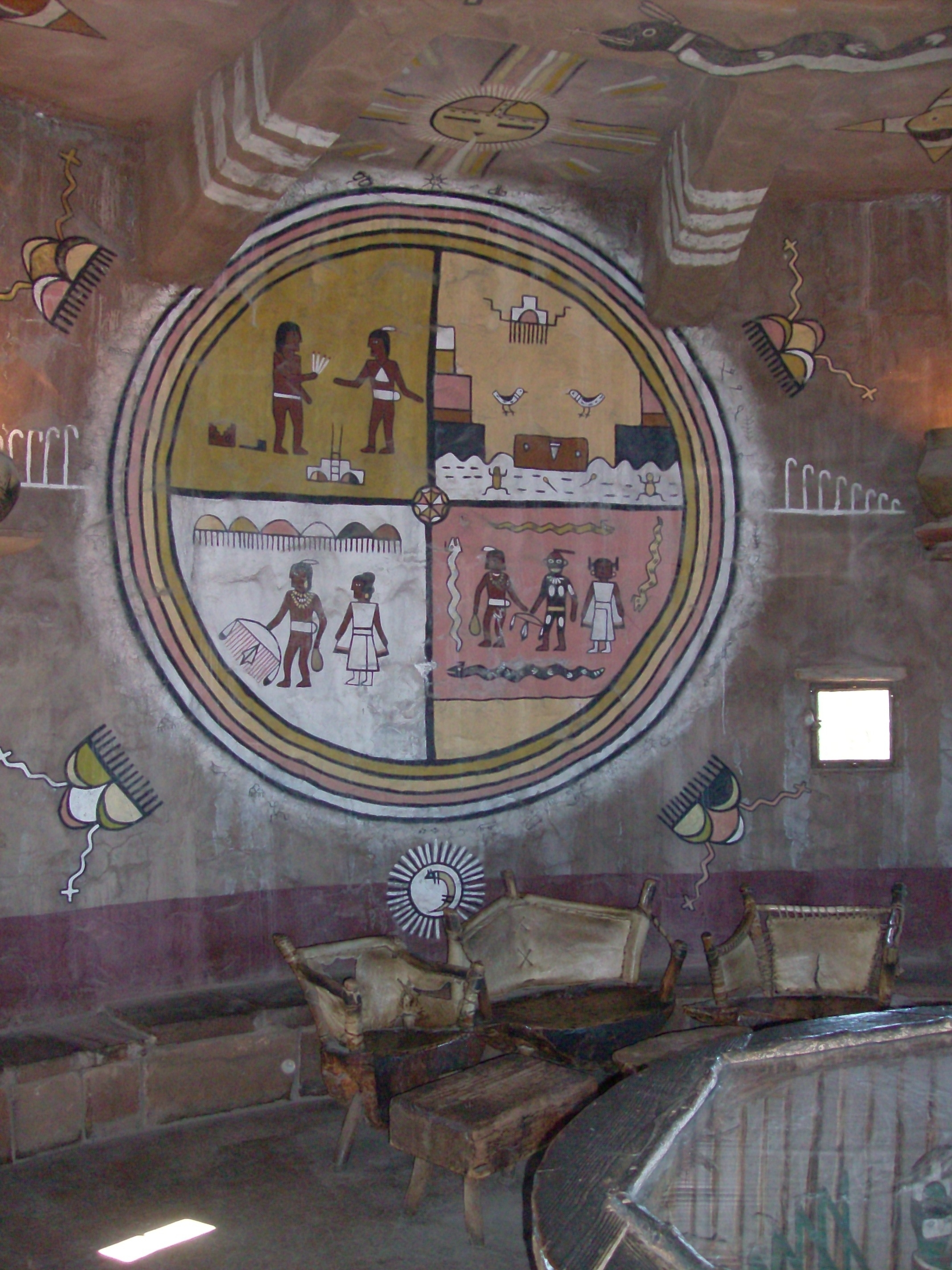
Настінний розпис Ф. Кеботі в Спостережній вежі Дезерт-В'ю

Фред Кеботі (англ. Fred Kabotie; бл. 1900, Шонгопові, Друга Меса, Аризона — 1986) — художник із племені хопі, уроджений Накайома (Nakayoma) з Клану Синього Птаха. Навчався в Індіанській школі Санта-Фе, де вчився малювати.

## Життєпис
1920 року вступив до професійного училища Санта-Фе, де почалося його тісна співпраця з Едгаром Лі Г'юїттом, місцевим археологом, який розкопував такі пам'ятки, як Джемес Спрінгс (Нью-Мексико) і Гран-Ківіра. Кеботі жив тим, що продавав свої твори.
1926 року Кеботі переїхав у Гранд-Каньйон в Аризоні, де працював гідом у компанії «Fred Harvey Company». Після численних подорожей, змінивши безліч робіт, 1932 року його прийняла на роботу архітекторка Мері Колтер, щоб розписати стіни її нової оглядової вежі Дезерт-В'ю. У 1930-х роках Музей Пібоді найняв його для реставрації доісторичних настінних розписів у Аватові. В кінці 1940-х років Кеботі створив настінний розпис у Пейнтед-Дезерт-Інн.
Після цього Кеботі зробив кар'єру як художник, ілюстратор, викладач і автор книг про життя індіанців племені хопі. Також займався традиційним для племені хопі ремеслом — виготовленням срібних ювелірних виробів. У другій половині життя жив у Другій Месі. Зіграв важливу роль в заснуванні Культурного центру племені хопі і був його першим президентом.
Син Фреда — Майкл Кеботі (нар. 1942) — відомий художник.